# Jeff Anderson
Jeffrey Allan "Jeff" Anderson (21 de abril de 1970 en Connecticut) es un actor, director de cine y guionista estadounidense, reconocido por su papel como Randal Graves en las películas Clerks, Clerks II y Clerks III del director Kevin Smith. Además, escribió, dirigió y protagonizó la película Now You Know.

## Filmografía
- Clerks (1994) – Randal Graves
- Dogma (1999) – Gun Salesman
- Love 101 (2000) – Phil
- Clerks: The Animated Series (2000) (TV) – Randal Graves
- Vulgar (2000) – Surly Duck
- Stealing Time (2001) – Buddy
- Jay and Silent Bob Strike Back (2001) – Randal Graves
- Now You Know (2002) (actor, escritor y director)
- The Flying Car (2002) – Randal Graves
- Clerks: The Lost Scene (2004) – Randal Graves
- Clerks II (2006) – Randal Graves
- Zack and Miri Make a Porno (2008) – Deacon
- Star Wars: The Clone Wars (2011) (TV) – Smug, en episodio "Wookiee Hunt"
- Finding London (2015) – Sam
- Clerks III (2022) – Randal Graves
- The 4:30 Movie (2024) –